# おまえ百までわしゃ九十九まで
「おまえ百までわしゃ九十九まで」（おまえひゃくまでわしゃくじゅうくまで）は、とんねるず12枚目のアルバム。1995年7月5日発売。

## 概要
とんねるずとして2021年現在、最後のオリジナル・アルバムである。歌謡活動10周年を記念したアルバムで、お世話になった著名人に歌詞を提供してもらおうと「とんねるずの生でダラダラいかせて!!」（日本テレビ系）内の木梨憲武発案の企画から誕生した。木梨が各著名人に直接オファーを取り出来上がった楽曲を直接歌詞提供者本人に届ける過程までを放映した。CDジャケットの文字も木梨の直筆である。

## 収録曲
全作曲・編曲：ジェイムス下地
1. Ba･Ca
作詞：じんましんや
日本テレビ系「とんねるずの生でダラダラいかせて!!」オープニング・テーマ曲。
2. コロンブスの卵
作詞：武豊
3. nothing around
作詞：野茂英雄
4. あの日
作詞：石橋貴明
石橋貴明ソロ曲
5. 猿も木から落ちる
作詞：秋元康
6. みんなみてんだから
作詞：木梨憲武
7. DON DON
作詞：畑正憲
8. チンチロリンのカックン
作詞：由利徹
9. 人生はさみ将棋
作詞：所ジョージ
木梨憲武ソロ曲
10. エンの下の力持ち
作詞：落合信子
11. 闘魂への旅
作詞：アントニオ猪木
12. 信実は一つ
作詞：木梨憲武
13. おまえ百までわしゃ九十九まで
作詞：秋元康
フジテレビ系「とんねるずのみなさんのおかげです」エンディング・テーマ曲。
14. とんねるずのテーマ
作詞：じんましんや
出光「まいどカード」CF曲。
10年前にリリースしたアルバム「成増」に収録されている「とんねるずのテーマ」とは別曲。